# Oliver König
Oliver König (Praga, 18 marzo 2002) è un pilota motociclistico ceco, campione europeo della classe Superstock 250 nel 2015.

## Carriera
König inizia a gareggiare nel 2011, nel motocross, mettendosi in luce in varie categorie dei campionati nazionali della Repubblica Ceca. Nel 2015 gareggia nell'unica edizione del campionato europeo Superstock 250, ingaggiato dal team FiveTwo Racing del connazionale ed ex-pilota Lukáš Pešek. In questa competizione, pur cambiando due volte motocicletta, vince sette delle dodici prove in calendario e si laurea campione continentale con un trentina di punti di vantaggio sull'italiano Manuel Turrini. Nel 2016 e nel 2017 si è classificato rispettivamente quarto e sesto nella classe Moto3 della Coppa Nord Europa.
Nel 2019 è pilota titolare nel Campionato mondiale Supersport 300 con una Kawasaki Ninja 400 del ACCR Czech Talent Team - Willi Race, con questa squadra non disputa tutte le gare, porta a termine il campionato gareggiando come pilota sostitutivo con Freudenberg KTM. Con nove punti si classifica ventottesimo. Nel 2020 prende parte al campionato con la stessa formazione con cui aveva concluso il 2019, salvo poi passare al Movisio by Freudenberg Jr tornando a guidare una Kawasaki. Si classifica trentunesimo con sette punti. Nel 2021 passa al team Movisio by MIE col quale è undicesimo in campionato e conquista il primo podio mondiale in occasione di gara uno al Gran Premio di Most. Nella stessa stagione prende parte, in qualità di sostituto per il Team Pedercini, al Gran Premio dell'Indonesia nel Campionato mondiale Superbike senza ottenere punti. Sempre nel 2021, disputa due prove nel campionato Italiano Velocità dove raccoglie qualche punto.
Nel 2022 diventa pilota titolare nel mondiale Superbike, viene infatti ingaggiato dal team Orelac di Nacho Calero. In questa prima annata completa König si dimostra molto costante, un unico ritiro in tutto il campionato. Con tre punti si classifica ventisettesimo nel mondiale e quindicesimo nella graduatoria del Trofeo Indipendenti. Nel 2023 prosegue con Orelac; qualche infortunio ne condiziona le prestazioni e conclude il campionato senza punti.
Nel 2024 gareggia nella categoria Superbike dell'Internationale Deutsche Motorradmeisterschaft. In sella ad una Ducati Panigale V4R si classifica venticinquesimo con sette punti. Per il 2025 si trasferisce in Spagna, dove prende parte alla categoria Supersport del campionato nazionale.

## Risultati in gara

### Campionato mondiale Supersport 300
| 2019 | Moto           |    |    |    |    |    |    |   |    |  |     |  |  |  |  |  |  | Punti | Pos. |
| ---- | -------------- | -- | -- | -- | -- | -- | -- | - | -- |  | --- |  |  |  |  |  |  | ----- | ---- |
| 2019 | Kawasaki e KTM | NQ | 21 | AN | NQ | NQ | 22 | 7 | 26 |  | Rit |  |  |  |  |  |  | 9     | 28º  |

| 2020 | Moto           |    |     |     |    |    |    |     |    |    |    |  |  |  |  |  |  | Punti | Pos. |
| ---- | -------------- | -- | --- | --- | -- | -- | -- | --- | -- | -- | -- |  |  |  |  |  |  | ----- | ---- |
| 2020 | KTM e Kawasaki | 17 | Rit | Rit | 12 | 13 | 16 | Rit | 25 | NP | NP |  |  |  |  |  |  | 7     | 31º  |

| 2021 | Moto     |    |    |    |   |    |    |   |   |    |    |     |    |    |    |    |   | Punti | Pos. |
| ---- | -------- | -- | -- | -- | - | -- | -- | - | - | -- | -- | --- | -- | -- | -- | -- | - | ----- | ---- |
| 2021 | Kawasaki | 38 | 29 | 24 | 8 | 13 | 23 | 3 | 6 | 21 | 22 | Rit | 13 | 10 | 11 | 12 | 7 | 64    | 11º  |

| Legenda | 1º posto        | 2º posto            | 3º posto           | A punti      | Senza punti        | Grassetto – Pole position Corsivo – Giro più veloce |
| Legenda | Gara non valida | Non qual./Non part. | Ritirato/Non class | Squalificato | '-' Dato non disp. | Grassetto – Pole position Corsivo – Giro più veloce |

### Campionato mondiale Superbike
| 2021 | Moto     |  |  |  |  |  |  |  |  |  |  |  |  |  |  |  |  |  |  |  |  |  |  |  |  |  |  |  |  |  |  |  |  |  |  |  |  |     |    |    |  |  |  | Punti | Pos. |
| ---- | -------- |  |  |  |  |  |  |  |  |  |  |  |  |  |  |  |  |  |  |  |  |  |  |  |  |  |  |  |  |  |  |  |  |  |  |  |  | --- | -- | -- |  |  |  | ----- | ---- |
| 2021 | Kawasaki |  |  |  |  |  |  |  |  |  |  |  |  |  |  |  |  |  |  |  |  |  |  |  |  |  |  |  |  |  |  |  |  |  |  |  |  | Rit | AN | NP |  |  |  | 0     |      |

| 2022 | Moto     |    |    |    |    |    |    |    |    |    |    |    |    |    |    |    |    |     |    |    |    |    |    |    |    |    |    |    |    |    |    |    |    |    |    |    |    |  |  |  |  |  |  | Punti | Pos. |
| ---- | -------- | -- | -- | -- | -- | -- | -- | -- | -- | -- | -- | -- | -- | -- | -- | -- | -- | --- | -- | -- | -- | -- | -- | -- | -- | -- | -- | -- | -- | -- | -- | -- | -- | -- | -- | -- | -- |  |  |  |  |  |  | ----- | ---- |
| 2022 | Kawasaki | 22 | 23 | 22 | 21 | 23 | 18 | 20 | 17 | 20 | 20 | 20 | 19 | 23 | 24 | 22 | 16 | Rit | 16 | 22 | 23 | 18 | 19 | 20 | 18 | 24 | 24 | 23 | 19 | 20 | 18 | 16 | 18 | 15 | 19 | 20 | 14 |  |  |  |  |  |  | 3     | 27º  |

| 2023 | Moto     |     |    |    |    |    |     |    |    |    |     |    |    |     |     |     |    |    |    |     |    |     |    |    |     |    |    |    |    |    |    |    |    |    |    |    |    |  |  |  |  |  |  | Punti | Pos. |
| ---- | -------- | --- | -- | -- | -- | -- | --- | -- | -- | -- | --- | -- | -- | --- | --- | --- | -- | -- | -- | --- | -- | --- | -- | -- | --- | -- | -- | -- | -- | -- | -- | -- | -- | -- | -- | -- | -- |  |  |  |  |  |  | ----- | ---- |
| 2023 | Kawasaki | Rit | 17 | 18 | 17 | 18 | Rit | 20 | 23 | 16 | Rit | NP | NP | Inf | Inf | Inf | 18 | 22 | 17 | Rit | 23 | Rit | 20 | 20 | Rit | 20 | 21 | 18 | 22 | 22 | 21 | 23 | NP | NP | 16 | 17 | 23 |  |  |  |  |  |  | 0     |      |

| Legenda | 1º posto        | 2º posto            | 3º posto           | A punti      | Senza punti        | Grassetto – Pole position Corsivo – Giro più veloce |
| Legenda | Gara non valida | Non qual./Non part. | Ritirato/Non class | Squalificato | '-' Dato non disp. | Grassetto – Pole position Corsivo – Giro più veloce |